# SM UC-32
SM UC-32 – niemiecki podwodny stawiacz min z okresu I wojny światowej, jedna z 64 zbudowanych jednostek typu UC II. Zwodowany 12 sierpnia 1916 roku w stoczni Vulcan w Hamburgu, został przyjęty do służby w Kaiserliche Marine 13 września 1916 roku. Włączony w skład 1. Flotylli U-Bootów Hochseeflotte, w czasie służby operacyjnej okręt odbył trzy misje bojowe, w wyniku których zatonęło sześć statków o łącznej pojemności 9083 BRT. SM UC-32 zatonął 23 lutego 1917 roku w wyniku eksplozji własnej miny nieopodal Sunderlandu.

## Projekt i budowa
Sukcesy pierwszych niemieckich podwodnych stawiaczy min typu UC I, a także niedostatki tej konstrukcji skłoniły dowództwo Cesarskiej Marynarki Wojennej z admirałem von Tirpitzem na czele do działań mających na celu budowę nowego, znacznie większego i doskonalszego typu okrętów podwodnych. Opracowany latem 1915 roku projekt okrętu, oznaczonego później jako typ UC II, tworzony był równolegle z projektem przybrzeżnego torpedowego okrętu podwodnego typu UB II. Głównymi zmianami w stosunku do poprzedniej serii były: instalacja wyrzutni torpedowych i działa pokładowego, zwiększenie mocy i niezawodności siłowni oraz wzrost prędkości i zasięgu jednostki, kosztem rezygnacji z możliwości łatwego transportu kolejowego (ze względu na powiększone rozmiary).
SM UC-32 zamówiony został 29 sierpnia 1915 roku jako siedemnasta jednostka z I serii okrętów typu UC II (numer projektu 41, nadany przez Inspektorat U-Bootów), w ramach wojennego programu rozbudowy floty . Został zbudowany w stoczni Vulcan w Hamburgu jako jeden z 21 okrętów typu UC II zamówionych w tej wytwórni. Stocznia oszacowała czas budowy okrętu na 8 miesięcy. UC-32 otrzymał numer stoczniowy 71 (Werk 71)  . Stępkę okrętu położono w 1915 roku , został zwodowany 12 sierpnia 1916 roku. Koszt budowy okrętu wyniósł 1 mln 727 tys. marek.

## Dane taktyczno-techniczne
SM UC-32 był średniej wielkości przybrzeżnym okrętem podwodnym o konstrukcji dwukadłubowej. Długość całkowita wynosiła 49,4 metra, szerokość 5,22 metra i zanurzenie 3,68 metra (wykonany ze stali kadłub sztywny miał 39,3 metra długości i 3,65 metra szerokości) . Wysokość (od stępki do szczytu kiosku) wynosiła 7,46 metra . Wyporność w położeniu nawodnym wynosiła 400 ton, a w zanurzeniu 480 ton. Jednostka miała wysoki, ostry dziób przystosowany do przecinania sieci przeciwpodwodnych; do jej wnętrza prowadziły trzy luki, zlokalizowane przed kioskiem, w kiosku i w części rufowej, prowadzący do maszynowni . Cylindryczny kiosk miał średnicę 1,4 metra i wysokość 1,8 metra, obudowany był opływową osłoną . Okręt napędzany był na powierzchni przez dwa 6-cylindrowe, czterosuwowe silniki Diesla MAN S6V23/34 o łącznej mocy 500 KM, a pod wodą poruszał się dzięki dwóm silnikom elektrycznym SSW o łącznej mocy 460 KM. Dwa wały napędowe obracały dwie śruby wykonane z brązu manganowego (o średnicy 1,9 metra i skoku 0,9 metra) . Okręt osiągał prędkość 11,6 węzła na powierzchni i 6,7 węzła w zanurzeniu. Zasięg wynosił 10 040 Mm przy prędkości 7 węzłów w położeniu nawodnym oraz 54 Mm przy prędkości 4 węzłów pod wodą. Zbiorniki mieściły 63 tony paliwa, a energia elektryczna magazynowana była w dwóch bateriach akumulatorów 26 MAS po 62 ogniwa, zlokalizowanych pod przednim i tylnym pomieszczeniem mieszkalnym załogi. Okręt miał siedem zewnętrznych zbiorników balastowych . Dopuszczalna głębokość zanurzenia wynosiła 50 metrów , a czas zanurzenia 40 s.
Głównym uzbrojeniem okrętu było 18 min kotwicznych typu UC/200 w sześciu skośnych szybach minowych o średnicy 100 cm, usytuowanych w podwyższonej części dziobowej jeden za drugim w osi symetrii okrętu, pod kątem do tyłu (sposób stawiania – „pod siebie”). Układ ten powodował, że miny trzeba było stawiać na zaplanowanej przed rejsem głębokości, gdyż na morzu nie było do nich dostępu (co znacznie zmniejszało skuteczność okrętów). Uzbrojenie uzupełniały dwie zewnętrzne wyrzutnie torped kalibru 500 mm (umiejscowione powyżej linii wodnej na dziobie, po obu stronach szybów minowych), jedna wewnętrzna wyrzutnia torped kal. 500 mm na rufie (z łącznym zapasem 7 torped) oraz umieszczone przed kioskiem działo pokładowe kal. 88 mm L/30, z zapasem amunicji wynoszącym 130 naboi . Okręt wyposażony był w dwa peryskopy Zeissa: wachtowy i bojowy oraz radiostację z podnoszonym masztem o wysokości 10 metrów. Wyposażenie uzupełniała kotwica grzybkowa o masie 272 kg .
Załoga okrętu składała się z 3 oficerów oraz 23 podoficerów i marynarzy.

## Służba
SM UC-32 został wcielony do służby w Cesarskiej Marynarce Wojennej 13 września 1916 roku . Tego dnia dowództwo okrętu objął por. mar. (niem. Oberleutnant zur See) Herbert Breyer . Po okresie szkolenia okręt został 27 listopada włączony w skład 1. Flotylli U-Bootów Hochseeflotte . 13 grudnia okręt postawił nieopodal Newcastle składającą się z 6 min zagrodę, a nazajutrz resztę min wykorzystał pod Sunderlandem. Jeszcze tego samego dnia nieopodal Hartlepool zatonął na minie zbudowany w 1907 roku brytyjski parowiec „Burnhope” (1941 BRT), płynący z ładunkiem węgla do Londynu (w katastrofie śmierć poniósł jeden marynarz) . 20 grudnia na minę wszedł także pochodzący z 1892 roku brytyjski parowiec „Hildawell” o pojemności 2494 BRT, transportujący rudę żelaza na trasie Bilbao – Middlesbrough, a wraz ze statkiem zginęło 22 załogantów .
W dniach 28 stycznia – 5 lutego okręt odbył rejs wzdłuż wschodniego wybrzeża Anglii, stawiając 18 min w czterech zagrodach. W drodze, 29 stycznia UC-32 storpedował i zatopił zbudowany w 1910 roku szwedzki parowiec „Edda” (536 BRT), płynący z ładunkiem węgla z Seaham do Halmstad (katastrofa miała miejsce na pozycji 56°00′N 3°40′E/56,000000 3,666667, a załogę w całości uratował i przewiózł do Kristiansand norweski statek „Hird”) . 31 stycznia na pozycji 54°39′N 1°07′W/54,650000 -1,116667 na jedną z postawionych przez U-Boota min wszedł brytyjski holownik „Ida Duncan” (139 BRT), który zatonął ze stratą sześciu ludzi . Nazajutrz ofiarą okrętu padł też pochodzący z 1906 roku norweski parowiec „Jerv” (1112 BRT), płynący pod balastem z Rouen do Middlesbrough, storpedowany na pozycji 54°16′N 0°09′E/54,266667 0,144444 (obyło się bez start w ludziach) .
Z dniem 1 lutego, rozkazem szefa sztabu admiralicji niemieckiej z 12 stycznia tego roku, U-Booty należące do czterech flotylli Hochseeflotte, Flotylli Flandria i Flotylli Pola rozpoczęły nieograniczoną wojnę podwodną. 19 lutego UC-32 wyszedł z Helgolandu z kolejną misją, której celem było zaminowanie ujścia rzeki Tyne. 21 lutego bez przeszkód udało się mu postawić pierwszą, złożoną z sześciu min zagrodę, po czym 23 lutego rozpoczął stawianie drugiej tury min nieopodal Sunderlandu. Po bezpiecznym opuszczeniu szybu przez pierwszą minę, podczas zrzutu kolejnej doszło do jej eksplozji, która zniszczyła U-Boota na pozycji 54°55′N 1°20′W/54,914444 -1,325556 . Z liczącej 25 ludzi załogi brytyjskie jednostki zdołały uratować jedynie trzy osoby znajdujące się podczas wybuchu w kiosku: kapitana Breyera, bosmana i marynarza z działu maszynowego . Wrak został trzy dni później zlokalizowany i zbadany przez brytyjskich nurków, którzy na podstawie zniszczenia części dziobowej potwierdzili tezę, że okręt zatonął od przedwczesnej eksplozji własnej miny.
Ostatnią, „pośmiertną” ofiarą okrętu został zbudowany w 1891 roku włoski parowiec „Apollonia” (2861 BRT), płynący z Middlesbrough do Lagos, który 1 marca 1917 roku zatonął na minie na pozycji 54°10′N 0°04′W/54,166667 -0,066667 (nikt nie zginął) .

### Podsumowanie działalności bojowej
SM UC-32 wykonał łącznie trzy misje bojowe, podczas których za pomocą min i torped zatopił sześć statków o łącznej pojemności 9083 BRT . Na pokładach zatopionych jednostek zginęło co najmniej 29 osób, w tym 22 na brytyjskim parowcu „Hildawell”  . Pełne zestawienie strat przedstawia poniższa tabela :
| Data             | Nazwa        | Państwo         | Tonaż      | Los jednostki |
| ---------------- | ------------ | --------------- | ---------- | ------------- |
| 14 grudnia 1916  | „Burnhope”   | Wielka Brytania | 1941       | zatopiony     |
| 20 grudnia 1916  | „Hildawell”  | Wielka Brytania | 2494       | zatopiony     |
| 29 stycznia 1917 | „Edda”       | Szwecja         | 536        | zatopiony     |
| 31 stycznia 1917 | „Ida Duncan” | Wielka Brytania | 139        | zatopiony     |
| 1 lutego 1917    | „Jerv”       | Norwegia        | 1112       | zatopiony     |
| 1 marca 1917     | „Apollonia”  | Włochy          | 2861       | zatopiony     |
| RAZEM            | RAZEM        | zatopione:      | zatopione: | 6             |